# Sipplingen
Sipplingen là một đô thị ở huyện Bodenseekreis, bang Baden-Württemberg, Đức.